# Maurice Mariaud
Maurice Charles François Mariaud, né le 1er juillet 1875 à Marseille et mort le 16 août 1958 à Villeneuve-Saint-Georges, est un acteur et réalisateur français du cinéma muet.

## Biographie
Maurice Mariaud a travaillé plusieurs années au Portugal avant de revenir en France.

## Filmographie partielle
Acteur
- 1911 : Le Bas de laine, de Louis Feuillade
- 1912 : Marget et Bénédict de Léonce Perret
- 1913 : Le Guet-apens, de Louis Feuillade
- 1913 : La Mort de Lucrèce, de Louis Feuillade
- 1913 : Un scandale au village, de Louis Feuillade et lui-même

Réalisateur
- 1914 : L'Étau
- 1914 : Cléopâtre
- 1916 : Le Crépuscule du cœur
- 1917 : L'Épave
- 1919 : Les Dames de Croix-Mort
- 1920 : L'Idole brisée
- 1920 : Tristan et Yseult
- 1922 : Les Gardiens de phare (Os Faroleiros)
- 1924 : Les Élèves du recteur (As Pupilas do Senhor Reitor)
- 1924 : L'Aventurier, coréalisation de Louis Osmont
- 1924 : La Goutte de sang, coréalisation avec Jean Epstein
- 1925 : Mon Oncle
- 1929 : Le Secret du cargo